# Susan Kieffer
Susan Elizabeth Werner Kieffer sinh ngày 17.11.1942 tại Warren, Pennsylvania, Hoa Kỳ, là nhà địa chất học và khoa học hành tinh người Mỹ.

## Sự nghiệp
Kieffer nổi tiếng về công trình nghiên cứu Thủy động lực học của các núi lửa, mạch nước phun và sông, cùng mô hình các đặc tính nhiệt động lực của các khoáng vật phức tạp. Bà cũng nghiên cứu góp phần vào sự hiểu biết khoa học của các va chạm vẫn thạch.
Hiện nay Kieffer là giáo sư địa chất học và vật lý học ở Đại học Illinois tại Urbana-Champaign.

## Giải thưởng và Vinh dự
- Viện sĩ Viện hàn lâm Khoa học quốc gia Hoa Kỳ,[2]
- Viện sĩ Viện hàn lâm Khoa học và Nghệ thuật Hoa Kỳ[3]
- Huy chương Arthur L. Day năm 1992
- Giải MacArthur Fellows Program năm 1955[4]

## Xuất bản phẩm
- Zirin, H.và Werner (Kieffer), S., Detailed analysis of flares, magnetic fields and activity in the sunspot group of September 13–26, 1963, Solar Physics, 1, 66–100, 1967.
- Kieffer, S. W., I. Shock Metamorphism of the Coconino Sandstone at Meteor Crater, Arizona: II. The Specific Heat of Solids of Geophysical Interest, Ph.D. Thesis, California Institute of Technology, Pasadena, California, 1970.
- Kieffer, S. W., Introduction to the translation of Russian article by L. Firsov, "Concerning the meteoritic origin of the Puchezh-Katunki Crater," Meteoritics, 8, 223–244, 1973.
- Shoemaker, E. M. and Kieffer, S. W., Guidebook to the Geology of Meteor Crater, Arizona, printed by the Meteoritical Society and the U.S. Geological Survey for the 37th Annual Meeting of the Meteoritical Society, August, 1974.